# (21665) Frege
Pour les articles homonymes, voir Frege (homonymie).
(21665) Frege est un astéroïde de la ceinture principale.

## Description
(21665) Frege est un astéroïde de la ceinture principale. Il fut découvert le 5 septembre 1999 à Prescott (Arizona) par Paul G. Comba. Il fut nommé en honneur de Gottlob Frege. Il présente une orbite caractérisée par un demi-grand axe de 2,27 UA, une excentricité de 0,13 et une inclinaison de 2,9° par rapport à l'écliptique.

## Compléments